# Aggretsuko
Aggretsuko (jap. アグレッシブ烈子 Aguresshibu Retsuko) – anime oparte na postaci stworzonej przez "Yeti" dla firmy produkującej maskotki "Sanrio". Postać Retsuko pierwszy raz pojawiła się w krótkometrażowej animacji stworzonej przez Fanworks i emitowanej przez TBS Television (Tokyo Broadcasting System Television) pomiędzy kwietniem 2016 a marcem 2018 roku. Seria liczyła 100 odcinków.
Oryginalna adaptacja anime została udostępniona na całym świecie w serwisie Netflix w kwietniu 2018 r. Wyprodukowano 5 sezonów serialu. Od lutego 2020 r. nakładem wydawnictwa "Oni Press" ukazuje się seria komiksów autorstwa Daniela Barnesa i D.J. Kirklanda.

## Fabuła
Retsuko to 25-letnia panda ruda, która pracuje w dziale księgowym japońskiej firmy handlowej. W wyniku ciągłej frustracji działaniami przełożonych i irytujących współpracowników, Retsuko wyrzuca swoje emocje, chodząc co wieczór do baru karaoke i śpiewając death metal. Po pięciu latach codziennej męczącej pracy, szereg wydarzeń zmusza ją do zmiany relacji ze współpracownikami i zmiany życia w nieoczekiwany sposób. W końcu Retsuko dochodzi do wniosku, że jedynie wyjście za mąż pozwoli jej zrezygnować z pracy.

## Obsada
- Kaolip – Retsuko
- Rarecho – Retsuko (partie wokalne)
- Shingo Kato – Haida, Resasuke
- Sōta Arai – Ton, Komiya, Anai, Ookami, Hyodo, prezes
- Rina Inoue – Tsunoda, Feneko, Inui
- Komegumi Koiwasaki – Washimi
- Yuki Takahashi – Kabae
- Maki Tsuruta – Gori, Tsubone, matka Retsuko
- Chiharu Sasa – Tadano
- Yōhei Azakami – Himuro
- Sayumi – Manaka
- Mewhan – Shikabane

## Postacie
- Retsuko – 25-letnia panda czerwona, pracująca w dziale księgowości, która wyrzuca swoje frustracje, śpiewając death metal w barze karaoke. Jest sympatycznym introwertykiem, który walczy o siebie i ma skłonność do naiwnych / nierealnych marzeń, ale powoli dorasta z pomocą przyjaciół.
- Dyrektor Ton – świnia domowa, dyrektor w dziale księgowości, który nieustannie sprawia Retsuko trudność i nieprzyjemności w pracy. Większość czasu spędza na uprawianiu golfa zamiast pracy, choć okazuje się, że jest niewiarygodnie dobrym księgowym, mimo że nie jest w stanie korzystać z nowoczesnych technologii. Ma dwie córki, o które bardzo się troszczy.
- Fenneko – Fenek pustynny, współpracownik Retsuko i najbliższy przyjaciel w biurze. Bardzo spostrzegawcza i wnikliwa, jest w stanie wydedukować stan psychiczny każdego człowieka poprzez zwykłą obserwację jego nawyków i odchyleń od nich, a mianowicie poprzez badanie mediów społecznościowych innych osób. Ma bardzo charakterystyczny i monotonny śmiech.
- Haida – hiena cętkowana, współpracownik Retsuko, który po pięciu latach spędzonych razem w przyjaźni - zakochuje się w Retsuko. Jego podejście do wyznawania uczuć stawia go w wielu komicznych i niekontrolowanych sytuacjach. Haida jest zapalonym fanem punk rocka, a także gra na gitarze basowej. Jego charakterystyczną cechą wyglądu są trzy kły wystające z ust.
- Dyrektorka Gori – gorylica, która pracuje jako dyrektor marketingu w firmie Retsuko. Wraz z Washimi i Retsuko praktykują jogę i razem uczęszczają do baru karaoke. Mimo swojej wysokiej pozycji zawodowej jest bardzo podekscytowana i bardzo interesuje się życiem Retsuko. W drugim sezonie jej przyjaźń z Washimi była napięta z powodu jej poglądów na temat małżeństwa.
- Pani Washimi – sekretarz (ptak), sekretarka prezesa firmy i prawdopodobnie pełni za niego rolę prezesa spółki z powodu całkowitej niekompetencji szefa. Ma silną wolę i pewność siebie, jest bardzo zrównoważona i daje Retsuko wiele mądrych rad, kiedy nie jest zajęta utrzymywaniem ekscytacji Gori pod kontrolą. Czasami "pokazuje ząbki", aby zastraszyć tych, którzy ją frustrują (głównie jej szefa), ucieleśniając klasyczne zachowanie zwierzęcia podczas polowania. W drugim sezonie ujawnia, że wyszła za mąż i rozwiodła się bez ujawnienia tego Gori, co skłóca je ze sobą.
- Tsunoda – gazela, współpracowniczka Retsuko, która często podlizuje się Dyrektorowi Tonowi, aby pozostać w korzystnej pozycji i zmniejszyć własne obciążenie pracą. Swobodne podejście do polityki biurowej i sława w mediach społecznościowych wzbudzają gniew wielu jej współpracowników. Jest jednak bardzo samoświadoma i bardziej autentyczna, niż większość by w to uwierzyła.
- Kabae – hipopotam, współpracowniczka Retsuko. Kabae jest kobietą w średnim wieku, która bardzo dużo plotkuje. Łatwo ją podniecają nowe plotki, ale twierdzi, że nigdy nie rozprzestrzenia niczego złośliwego. W drugim sezonie animacji Netflix pokazano, że jest matką trojga dzieci i żoną lekarza, dzięki czemu może podporządkować nowego stażystę.

## Anime
Seria 100 krótkometrażowych odcinków w reżyserii Rarecho nadawana była na antenie TBS Television między 2 kwietnia 2016 r. a 31 marca 2018 r. w ramach programu telewizyjnego Brunch Ō-sama. "Pony Canyon" zaczął wydawać odcinki na DVD od 18 stycznia 2017 r.
Oryginalny serial Netflix został ogłoszony w grudniu 2017 r. Pierwszy sezon składający się z dziesięciu odcinków został wydany na całym świecie 20 kwietnia 2018 r. Świąteczny odcinek specjalny został wydany 20 grudnia 2018 r. Ostatni, piąty sezon miał premierę 16 lutego 2023 r.

### Spis odcinków (Netflix)
| Premiera odcinka  | N/o | Polski tytuł                                        | Japoński tytuł                                                                                     |
| ----------------- | --- | --------------------------------------------------- | -------------------------------------------------------------------------------------------------- |
|                   |     |                                                     | |
| SERIA PIERWSZA    |     |                                                     | |
|                   |     |                                                     | |
| 20.04.2018        | 1   | Dzień z życia Retsuko                               | 烈子の日常 Retsuko no nichijō                                                                      |
| 20.04.2018        | 2   | Grzeczna i pracowita dziewczynka                    | 真面目ないい子 Majimena ii ko                                                                      |
| 20.04.2018        | 3   | Krótkoterminowa                                     | 腰かける女 Koshikakeru onna                                                                        |
| 20.04.2018        | 4   | Gratulacje dla młodych                              | ウェディングロード Wedingu rōdo                                                                    |
| 20.04.2018        | 5   | Zdemaskowana                                        | デスバレ Desubare                                                                                  |
| 20.04.2018        | 6   | Zbliża się bunt                                     | 反逆の狼煙 Hangyaku no noroshi                                                                     |
| 20.04.2018        | 7   | Pojedynek                                           | ガチバトル Gachibatoru                                                                             |
| 20.04.2018        | 8   | Kieszonkowy Książę                                  | 自腹のプリンス Jibara no purinsu                                                                   |
| 20.04.2018        | 9   | Różowo i tęczowo                                    | ばら色の世界 Barairo no sekai                                                                      |
| 20.04.2018        | 10  | Koniec marzeń                                       | 夢のおわり Yume no owari                                                                           |
|                   |     |                                                     | |
| ODCINEK SPECJALNY |     |                                                     | |
|                   |     |                                                     | |
| 20.12.2018        | S   | Aggretsuko: Wesołych Świąt i metalowego Nowego Roku | アグレッシブ烈子：We Wish You a Metal Christmas Aguresshibu Retsuko: We Wish You a Metal Christmas |
|                   |     |                                                     | |
| SERIA DRUGA       |     |                                                     | |
|                   |     |                                                     | |
| 14.06.2019        | 11  | Czas dorosnąć                                       | 子供の終わり Kodomo no owari                                                                       |
| 14.06.2019        | 12  | Nowy pracownik o imieniu Anai                       | 穴井という名の後輩 Anai toiu na no kōhai                                                           |
| 14.06.2019        | 13  | Podwójne moratorium                                 | 2つのモラトリアム 2 tsu no moratoriamu                                                             |
| 14.06.2019        | 14  | Nieuniknione kłopoty                                | 避けられない衝突 Sakerarenai shōtotsu                                                              |
| 14.06.2019        | 15  | Zjednoczony front                                   | 共同戦線 Kyōdō sensen                                                                              |
| 14.06.2019        | 16  | Nieznana przyszłość                                 | 見えない未来 Mienai mirai                                                                          |
| 14.06.2019        | 17  | Kiełkujące uczucie                                  | 募る想い Tsunoru omoi                                                                              |
| 14.06.2019        | 18  | On mieszka nad chmurami                             | 空に住む男 Sora ni sumu otoko                                                                      |
| 14.06.2019        | 19  | Ona marzy                                           | 夢見るOL Yumemiru OL                                                                               |
| 14.06.2019        | 20  | Cudowne życie                                       | すばらしき人生 Subarashiki jinsei                                                                  |
|                   |     |                                                     | |
| SERIA TRZECIA     |     |                                                     | |
|                   |     |                                                     | |
| 27.08.2020        | 21  | Błogie życie                                        | 人生のうるおい Jinsei no uruoi                                                                     |
| 27.08.2020        | 22  | Brak pieniędzy                                      | 辿り着いた穴倉 Tadori kiita anakura                                                                |
| 27.08.2020        | 23  | Stylowe idolki                                      | 温室育ちのOL Onshitsu sodachi no OL                                                                |
| 27.08.2020        | 24  | Zmiany, zmiany                                      | 生まれ変わった日常 Umarekawatta nichijō                                                            |
| 27.08.2020        | 25  | Jeżowiec na pustyni                                 | 砂漠にウニ Sabaku ni uni                                                                           |
| 27.08.2020        | 26  | Blogger                                             | クロスロード Kurosurōdo                                                                            |
| 27.08.2020        | 27  | Mur nie do pokonania                                | 越えられない壁 Koerarenai kabe                                                                     |
| 27.08.2020        | 28  | Prośba nie do odrzucenia                            | はじけた泡 Hajiketa awa                                                                            |
| 27.08.2020        | 29  | Sztuka wyboru                                       | モラトリアムの終わり Moratoriamu no owari                                                          |
| 27.08.2020        | 30  | Policzę do dziesięciu...                            | 10数えたら 10 kazoetara                                                                            |
|                   |     |                                                     | |
| SERIA CZWARTA     |     |                                                     | |
|                   |     |                                                     | |
| 16.12.2021        | 31  | Kolega z pracy                                      | 会社の人 Kaisha no hito                                                                            |
| 16.12.2021        | 32  | Nowy szef                                           | 新社長誕生 Shin shachō tanjō                                                                       |
| 16.12.2021        | 33  | Brudna robota                                       | 泥にまみれた仕事 Doro ni mamireta shigoto                                                          |
| 16.12.2021        | 34  | Niedotrzymane obietnice                             | 果たせぬ約束 Hatasenu yakusoku                                                                     |
| 16.12.2021        | 35  | Opcje                                               | 選択肢 Sentakushi                                                                                  |
| 16.12.2021        | 36  | Walka o przetrwanie                                 | 生存競争 Seizon kyōsō                                                                              |
| 16.12.2021        | 37  | Po szczeblach kariery                               | 昇進 Shōshin                                                                                       |
| 16.12.2021        | 38  | Headhunting                                         | ヘッドハンティング Heddohantingu                                                                   |
| 16.12.2021        | 39  | Nieuprawniony dostęp                                | 不正アクセス Fusei akusesu                                                                         |
| 16.12.2021        | 40  | Rendez-vous                                         | 待ち合わせ Machiawase                                                                              |
|                   |     |                                                     | |
| SERIA PIĄTA       |     |                                                     | |
|                   |     |                                                     | |
| 16.02.2023        | 41  | Więzienie zwane wolnością                           | 自由と言う名の牢獄 Jiyū to iu na no rōgoku                                                         |
| 16.02.2023        | 42  | Przerażająca Shikabane                              | シカバネ Shikabane                                                                                 |
| 16.02.2023        | 43  | Gra i rzeczywistość                                 | 穴倉とリアル Anakura to riaru                                                                      |
| 16.02.2023        | 44  | Restart                                             | 再起動 Sai kidō                                                                                    |
| 16.02.2023        | 45  | Tajemniczy posłaniec                                | 謎の使者 Nazo no shisha                                                                            |
| 16.02.2023        | 46  | Pilna sprawa rodzinna                               | 家族事変 Kazoku jihen                                                                              |
| 16.02.2023        | 47  | Misja „Gniew”                                       | 怒りのミッション Ikari no misshon                                                                  |
| 16.02.2023        | 48  | Na wysokości zadania                                | 決起 Kekki                                                                                         |
| 16.02.2023        | 49  | Ten inny świat                                      | バラバラな世界 Barabarana sekai                                                                    |
| 16.02.2023        | 50  | Inne oblicze złości                                 | 怒りの向こう側 Ikari no mukōgawa                                                                   |

## Odbiór
Aggretsuko spotkało się z uznaniem krytyków w Ameryce. To samo tyczy się odbiorców w Polsce. Anime początkowo przeznaczone dla młodszych odbiorców, znalazło odbiór wśród osób dorosłych, pracujących w korporacjach i utożsamiających wydarzenia z anime ze swoim życiem.